# Tratado de Barcelona (1493)
El tratado de Barcelona, también conocido en la historiografía francesa como tratado de Narbona, fue un acuerdo firmado el 19 de enero de 1493 por Carlos VIII de Francia y los Reyes Católicos de España (Fernando e Isabel), en el que estos se comprometían a no intervenir en la primera guerra italiana (1494-1498) que Francia pensaba llevar a cabo. El acuerdo quedó roto dos años después debido a las desavenencias entre ambas partes firmantes.

## El tratado
El acuerdo fue firmado por los Reyes Católicos y por el enviado de Carlos VIII, Louis d'Amboise, el 19 de enero de 1493. Los términos del tratado incluían:
- Francia restituía a España el Rosellón y la Cerdaña, entregados mediante el tratado de Bayona de 1462 por Juan II de Aragón a Luis XI de Francia en garantía del apoyo militar y económico que el rey francés prestó al aragonés en la guerra civil catalana. Además, Francia pagaría a España una indemnización económica.[2]
- España se comprometía a no intervenir en la campaña militar que Francia pensaba llevar a cabo en la península italiana contra los otomanos.
- Los reyes de España se comprometían a no establecer alianzas matrimoniales con Inglaterra ni Borgoña sin el consentimiento del rey francés, y a no prestar ayuda a los enemigos (reales o potenciales) de Carlos VIII, exceptuando el papa.

## Consecuencias
Con la neutralidad de España asegurada por medio de este acuerdo, y con la firma de los tratados de Étaples y Senlis, en los que Francia sellaba acuerdos de paz respectivamente con el reino de Inglaterra y el Sacro Imperio Romano Germánico, Carlos VIII quedaba en disposición de iniciar su campaña militar en la península italiana, dando inicio a la primera guerra italiana. 

## Ruptura
El 28 de enero de 1495 los embajadores de Fernando el Católico, Juan de Albión y Antonio de Fonseca se entrevistaron en Roma con Carlos VIII, a quien expusieron las quejas que el rey español tenía de su conducta: la ocupación por la fuerza de las posesiones del papa Alejandro VI y los planes franceses de conquistar el reino de Nápoles, que según el punto de vista del rey Fernando era un asunto que debía someterse al arbitraje papal. Carlos VIII se negó a ello, y el acuerdo entre ambas partes quedó roto.
Ese mismo año España entraría en la guerra de Italia acudiendo en ayuda de Fernando II de Nápoles contra Francia. A cambio de la cesión de las plazas italianas de Amantea, Crotona, Regio de Calabria, Squillace y Tropea.